# Leslie Mann
Leslie Jean Mann (San Francisco, California; 26 de marzo de 1972) es una actriz estadounidense, famosa por haber trabajado en comedias, muchas de las cuales son colaboraciones con su marido Judd Apatow.

## Trayectoria
A los diecisiete años comenzó a realizar anuncios de televisión para marcas como GAP y muchos productos de belleza. Estos primeros pasos luego la llevaron a ser elegida para actuar en la serie Virgin High.
En 1994 se unió al reparto estable de la serie Birdland, donde actuó hasta 1996. Ese mismo año Wes Anderson la seleccionó para Bottle Rocket. La película tuvo como protagonistas a Owen Wilson y a su hermano Luke, quienes la llevaron a conocer a su grupo de actores, el Frat Pack. Entre ellos se cuentan a Will Ferrell, Ben Stiller, Vince Vaughn, Steve Carell, Jack Black y Paul Rudd. Gracias a dichas conexiones pudo sobresalir entre 500 actrices en la audición para Un loco a domicilio (1996), dirigida por Ben Stiller y protagonizada por Matthew Broderick y Jim Carrey.
Al ser una producción del Frat Pack, contó con la participación de Jack Black como Rick Legatos, Ben Stiller como Stan Sweet, y Owen Wilson interpretando a la cita de su personaje, Robin. Sin embargo, el rodaje de este filme la llevó a uno de los puntos más felices de su vida: su boda. Mientras filmaban, el escritor Judd Apatow era uno de los productores principales y comenzaron a salir una vez finalizadas las tomas del día.
Ese mismo año, Edward Burns la eligió para protagonizar su comedia romántica Ella es única, acompañando a grandes actrices como Jennifer Aniston, Cameron Diaz y Amanda Peet, e Isabel Coixet la eligió para el papel de compañera de trabajo de Lili Taylor en la aclamada película independiente Cosas que nunca te dije.
Y también en ese mismo año se la vio participar en la película de acción El último hombre de pie, donde Bruce Willis y Christopher Walken fueron enemigos. Lamentablemente la audiencia no pareció reaccionar muy bien ante la trama y terminó por ser una producción mediocre.

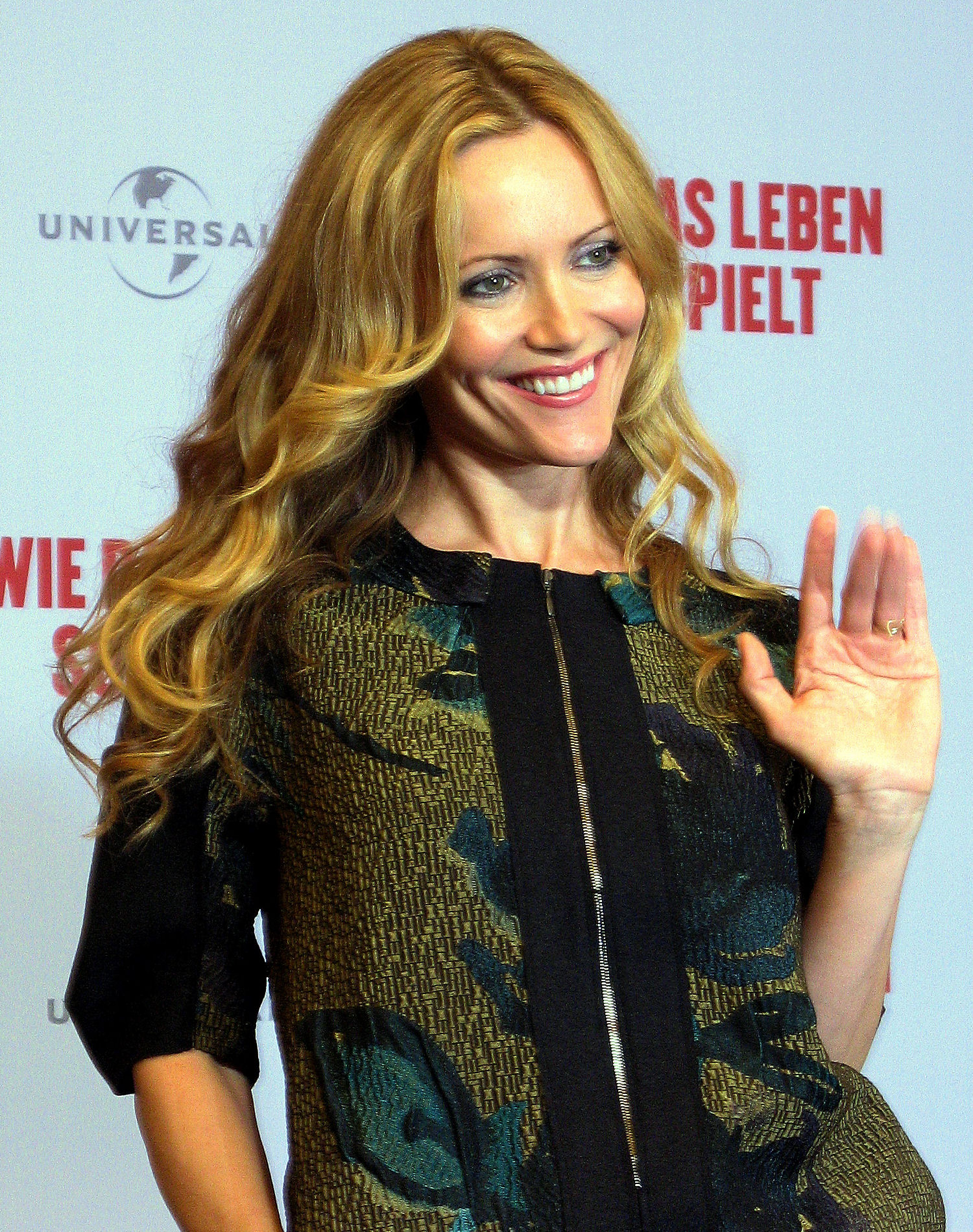
Mann, en Berlín, 26 de agosto de 2009.

En 1997 Walt Disney Pictures, entonces Buena Vista International, decidió llevar a la pantalla grande al despistado George de la selva. Brendan Fraser fue el atractivo hombre elegido para interpretar a George, mientras que la hermosa Ursula recayó sobre sus hombros.
Como su marido Judd es un gran amigo de Adam Sandler, ella comenzó también a construir una amistad con el comediante. De esta forma, él la invitó a unirse al elenco de Un papá genial, producida por la compañía Happy Madison. Como de costumbre en las películas de Adam Sandler, Steve Buscemi y Rob Schneider llevaron roles menores muy graciosos, mientras que él debatía con las nuevas responsabilidades de ser padre.
Posteriormente trabajó en un episodio de la serie de su esposo Judd Freaks and Geeks donde conoció a Seth Rogen y a James Franco, dos jóvenes talentos. Posteriormente, el primero se volvió un colaborador asiduo de Judd, mientras que Franco saltó a la fama con el personaje Harry Osborn, en Spider-Man.
Ya en el año 2000, se vio involucrada en el rodaje del drama experimental Timecode, donde compartió el protagonismo con Salma Hayek. Después de la filmación, se retiró para poder criar a sus niñas en paz.
En 2001 se la volvió a ver en la pantalla grande con el estreno de Perfume, un filme independiente.
En 2002 fue parte del elenco de Orange County, integrado también por Jack Black, donde un joven busca un nuevo significado a la vida después de que su mejor amigo muriera en un accidente de surf.
A ésta le siguió Stealing Harvard (Robando Harvard), protagonizada por Tom Green y Jason Lee. Dennis Farina, John C. McGinley y Chris Penn también actuaron en el filme, mientras que ella interpretó a Elaine Warner.
Llegado 2005, su marido Judd la colocó como una chica borracha en el bar al que recurren Andy y sus amigos en The 40 Year Old Virgin (Virgen a los 40). Esta comedia ganó más de 170 millones de dólares y ayudó a impulsar las carreras de Steve Carell, Seth Rogen, Kat Dennings, Paul Rudd y Jonah Hill.
Nuevamente en 2007, su esposo Judd la eligió para interpretar a la amargada hermana de Alyson (Katherine Heigl) en Knocked Up (Lío embarazoso). Allí ella intentaba que su hermana dejara a Ben (Seth Rogen), mientras que atravesaba una crisis amorosa con su esposo (Paul Rudd). El público fiel de su marido llevó esta comedia a ser un éxito rotundo, alcanzando los 220 millones de dólares en ganancias y mostrando que los hombres torpes y regordetes pueden resultar muy buenos padres.
En 2008 actuó en una nueva producción de Apatow, Drillbit Taylor, con el protagonismo de Owen Wilson. La misma fue escrita por Seth Rogen quien a su vez también participó en la creación de 17 otra vez, con Matthew Perry y Michelle Trachtenberg en su elenco.
En 2009, Mann se reunió con su coestrella en The Cable Guy, Jim Carrey, para la película I Love You Phillip Morris (Te quiero, Phillip Morris) que se estrenó en 2010, así como con Adam Sandler, coestrella en Un papá genial y Seth Rogen, coestrella en Knocked Up, junto al actor Eric Bana en Funny People (Hazme reír). Mann va a protagonizar, junto a Elizabeth Banks, What Was I Thinking? ('¿En qué estaba pensando?), basada en el libro de Barbara Davilman y Liz Dubelman. 
Actuó en la película de Robert Rodríguez Shorts: La piedra mágica.
En 2011 estrena The Change Up junto a Jason Bateman y Ryan Reynolds. También prestó su voz a "Linda", el personaje humano principal en la película animada de Carlos Saldanha Rio, que recaudó más de $484 millones en todo el mundo y también presentó actuaciones vocales de Jamie Foxx y Anne Hathaway; así como a la serie de televisión animada FOX de Jonah Hill, como la maestra de segundo grado del personaje principal.
Mann continuó su trabajo de actuación de voz en 2012 con su papel en ParaNorman, una película animada en 3D stop-motion de Chris Butler y Sam Cayó.
En diciembre de 2012, apareció junto a Paul Rudd en This Is 40 de Apatow, la secuela de Knocked Up. La película reunió al trío de la primera película, con Mann y Rudd retomando sus personajes. La secuela fue escrita y dirigida por Judd Apatow e incluyó a las dos hijas de la pareja en el elenco. A diferencia de "Knocked Up", "This Is 40" se centró directamente en el personaje de Mann y su familia. Una respuesta temprana a la actuación de Mann de "Elle Magazine" afirma que "[ella] no solo se va con las escenas, sino que se roba el espectáculo".  Mann fue nominada a Mejor Actriz en una Comedia por la Broadcast Film Critics Association por This Is 40.
En 2013, Mann apareció en The Bling Ring de Sofia Coppola, con Emma Watson. Inspirada en hechos reales, la película sigue a un grupo de adolescentes de Los Ángeles obsesionados con la fama que roban casas de celebridades siguiendo su paradero en Internet.
En 2014, narró "Mujeres en la comedia", un episodio de la temporada 2 de Makers: Women Who Make America. Ese mismo año volvió a prestar su voz a "Linda", el personaje humano principal en la película animada de Carlos Saldanha Rio 2, secuela de Rio.

## Vida personal
Desde 1997 está casada con el productor Judd Apatow y el matrimonio ha tenido dos hijas, Iris y Maude. Mann conoció a Apatow en el rodaje de The Cable Guy (1996), que él coescribió y produjo, y desde entonces ha trabajado frecuentemente con su marido. 
Las hijas de Mann, Iris y Maude, aparecieron en las películas Knocked Up, Funny People y Bienvenido a los 40 como las hijas de los personajes que Mann interpretaba en ellas.

## Filmografía
| Año  | Título                             | Papel                       | Notas                                                                            |
| ---- | ---------------------------------- | --------------------------- | -------------------------------------------------------------------------------- |
| 1991 | Virgin High                        | Chica del garabato          |                                                                                  |
| 1996 | Bottle Rocket                      | Chica de la fraternidad     | Sin acreditar                                                                    |
| 1996 | Cosas que nunca te dije            | Laurie                      |                                                                                  |
| 1996 | She's the One                      | Connie                      |                                                                                  |
| 1996 | Last Man Standing                  | Wanda                       |                                                                                  |
| 1996 | The Cable Guy                      | Robin Harris                |                                                                                  |
| 1997 | George of the Jungle               | Ursula Stanhope             |                                                                                  |
| 1999 | Un papá genial                     | Corinne Maloney             |                                                                                  |
| 1999 | Freaks and Geeks                   | Ms. Foote                   |                                                                                  |
| 2000 | Timecode                           | Cherine                     |                                                                                  |
| 2001 | Perfume (2001 film)                | Camille                     |                                                                                  |
| 2002 | Orange County                      | Krista                      |                                                                                  |
| 2002 | Stealing Harvard                   | Elaine Warner               |                                                                                  |
| 2005 | Virgen a los 40                    | Nicky                       |                                                                                  |
| 2007 | Knocked Up                         | Debbie                      | Nominada - Asociación de Críticos de Cine de Chicago por Mejor Actriz de Reparto |
| 2008 | Drillbit Taylor                    | Lisa Zachey                 |                                                                                  |
| 2009 | 17 otra vez                        | Scarlett O'Donnell (adulta) |                                                                                  |
| 2009 | Funny People                       | Laura                       |                                                                                  |
| 2009 | Shorts: La piedra mágica           | Mrs. Jane Tompson           |                                                                                  |
| 2009 | I Love You Phillip Morris          | Debbie                      |                                                                                  |
| 2011 | Río                                | Linda Gunderson             | Voz                                                                              |
| 2011 | Looney Tunes: Zoo Madness          | Samantha Bruno              |                                                                                  |
| 2011 | Allen Gregory                      | Gina Winthrop               | Voz - Serie de TV                                                                |
| 2011 | Little Birds                       | Margaret Hobart             |                                                                                  |
| 2011 | Modern Family                      | Katie                       | Temporada 3, Episodio: "Treehouse" - Serie de TV                                 |
| 2011 | The Change-Up                      | Jamie Lockwood              |                                                                                  |
| 2012 | This is Forty                      | Debbie                      |                                                                                  |
| 2012 | ParaNorman                         | Sandra Babcock              | Voz                                                                              |
| 2013 | The Bling Ring                     | Madre de Nicki              | Secundaria                                                                       |
| 2014 | Las aventuras de Peabody y Sherman | Patty Peterson              |                                                                                  |
| 2014 | Rio 2                              | Linda Gunderson             | Voz                                                                              |
| 2014 | The Other Woman                    | Kate                        |                                                                                  |
| 2015 | Vacaciones                         | Audrey Griswold             |                                                                                  |
| 2016 | How to Be Single                   | Meg                         |                                                                                  |
| 2017 | Blockers                           | Lisa                        |                                                                                  |
| 2018 | Bienvenidos a Marwen               | Nicol                       |                                                                                  |
| 2019 | Motherless Brooklyn                | Julia Minna                 |                                                                                  |
| 2020 | The Croods: A New Age              | Hope Betterman              | Voz                                                                              |